# Idrissa M'Barke
Idrissa M'Barke (Francia, 30 de marzo de 1983) es un atleta francés, especialista en la prueba de 4 × 400 m en la que llegó a ser campeón europeo en 2006.

## Carrera deportiva
En el Campeonato Europeo de Atletismo de 2006 ganó la medalla de oro en los relevos de 4x400 metros, con un tiempo de 3:01.10 segundos, llegando a la meta por delante de Reino Unido y Polonia (bronce), siendo sus compañeros de equipo: Leslie Djhone, Naman Keïta y Marc Raquil.